# Aleksandr Kabanov
Aleksandr Serguéievich  Kabanov (en ruso: Александр Серге́евич Кабанов, (Moscú, 14 de junio de 1948-30 de junio de 2020) fue un jugador de waterpolo de la Unión Soviética.

## Biografía
En 1984 se graduó como profesor de educación física en el Instituto Estatal Armenio de Cultura Física.
Al terminar su carrera como jugador, pasó a integrarse dentro del equipo técnico de la selección rusa de waterpolo, en el que estuvo de 1985 a 1992. De 1994 a 1996 fue el seleccionador ruso de waterpolo.
Falleció el 30 de junio de 2020.

## Clubs
- Central Navy Sports Club de Moscú ( Unión Soviética)

## Palmarés
Como jugador de la selección de la Unión Soviética
- Oro en el campeonato europeo de waterpolo de Roma 1983
- Oro en la World Cup de 1983
- Oro en el Campeonato Mundial de waterpolo de Guayaquil 1982
- Plata en el campeonato europeo de waterpolo de Split 1981
- Oro en la World Cup de 1981
- Oro en los juegos olímpicos de Moscú 1980
- Oro en el Campeonato Mundial de waterpolo de Cali 1975
- Plata en el campeonato europeo de waterpolo de Jönköping 1974
- Plata en el Campeonato Mundial de waterpolo de Belgrado 1973
- Oro en los juegos olímpicos de Múnich 1972